# Louis von Frobel
Johann Karl Louis von Frobel (* 11. Juli 1791 in Rausse, Kreis Neumarkt; † 15. Februar 1862 in Wernigerode) war ein  preußischer Generalmajor.

## Leben

### Herkunft
Louis war ein Sohn des Landrats der Grafschaft Glatz und Herrn auf Rausse, Johann Nepomuk von Frobel (1755–1809), und dessen zweiter Ehefrau, Helene Sophie Caroline, geborene von Rabiel (1768–1820), eine Tochter des Generalmajors Christian Gottlieb Ludwig von Rabiel. Der preußische Generalleutnant Franz von Frobel (1802–1886) war sein Bruder. Seine Schwester Charlotte (1795–1859) war mit dem Generalmajor Friedrich Ludwig von Sell verheiratet.

### Militärkarriere
Frobel trat im Jahr 1805 als Gefreitenkorporal in das Infanterieregiment „von Braunschweig“ der Preußischen Armee ein und nahm während des Vierten Koalitionskrieges an der Schlacht bei Jena sowie der Verteidigung der Festung Glatz teil. Am 21. April 1807 wurde er als Fähnrich in das III. Bataillon des Infanterieregiments „von Grawert“ versetzt und Ende Juli 1809 dem 1. Schlesische Infanterie-Regiment aggregiert. Frobel schied am 6. Juni 1811 aus der Armee aus.
Er kehrte 1813 zurück, wurde am 2. März 1813 als Sekondeleutnant im 3. Reserve-Bataillon des 1. Schlesische Infanterie-Regiments angestellt, aber bereits am 20. Juli 1813 in das 9. Reserve-Infanterie-Regiment versetzt. Während der Befreiungskriege kämpfte Frobel in den Schlachten bei Bautzen, Großbeeren und Dennewitz. Ferner nahm er an den Blockaden von Stettin, Wittenberg, Herzogenbusch und Compiegne sowie dem Sturm auf Arnheim teil. Im Gefecht an der Blauen Schleuse vor Antwerpen erwarb er das Eiserne Kreuz II. Klasse. Am 10. April 1815 wurde er dann als Premierleutnant in das 3. Rheinische Landwehr-Infanterie-Regiment versetzt.
Nach dem Krieg wurde er am 18. März 1816 in die 3. und 4. Schützenabteilung versetzt und stieg Ende Juni 1825 zum Kapitän auf. Am 6. Juli 1833 wurde er zum Kommandeur der 3. Schützenabteilung ernannt und am 9. März 1839 zum Major befördert. In Würdigung seiner Verdienste während seiner 28-jährigen Garnisonszeit ernannte ihn die Stadt Wetzlar am 7. September 1846 zum Ehrenbürger. Am 24. August 1848 erfolgte seine Versetzung als Bataillonskommandeur in das 15. Infanterie-Regiment und daran schloss sich am 16. Januar 1849 die Ernennung zum Kommandeur des 22. Infanterie-Regiments an. In dieser Stellung avancierte Frobel bis Mitte Januar 1851 zum Oberst und wurde Ende April 1852 mit dem Ritterkreuz des Königlichen Hausorden von Hohenzollern sowie Mitte Juni 1852 mit dem Roten Adlerorden III. Klasse mit Schleife ausgezeichnet. Unter Verleihung des Charakters als Generalmajor nahm Frobel am 11. Mai 1854 seinen Abschied mit Pension. Am 21. Juli 1854 wurde er mit seiner Pension zur Disposition gestellt. Er starb am 15. Februar 1862 in Wernigerode und wurde am 18. Februar 1862 auf dem Theobaldi-Friedhof beigesetzt.
In seiner Beurteilung aus dem Jahr 1847 heißt es: „Ein moralischer höchst anständiger, gebildeter Mann und ein sehr wohl unterrichteter und ebenso praktisch brauchbarer Offizier. Er besitzt alle Eigenschaften, um auch in einem höheren Wirkungskreise mit Nutzen für den Allerhöchsten Dienst zu dienen und eignet sich daher vollständig zur extraordinären Weiterbeförderung.“

### Familie
Frobel heiratete am 15. Februar 1821 in Marburg die Reichsfreiin Marianne von Cramer (1793–1847), eine Tochter des kaiserliches Reichskammergerichtsbeisitzers Albrecht von Cramer. Für ihre karitativen Verdienste und die Gründung des Frauenvereins wurde sie am 14. September 1846 zur Ehrenbürgerin von Wetzlar ernannt.
Das Paar hatte eine Adoptivtochter: Karoline Wilhelmine von Frobel-Reineck (1819–1873). Sie war die Tochter des fürstlich Isenburg'schen Geheimen Rats Friedrich Christian Ludwig von Reineck und dessen Ehefrau Sophie Caroline Luise von Dalwigk. Am 21. Juli 1849 erfolgte die Names- und Wappenvereinigung mit preußischer Kabinetsordre.